# 女性
女性（じょせい、希: γυναίκα、英: woman）は、ヒトの雌のことである。男性と対比されるヒト（人間）の性別であり、女の人。ヒト以外の種の雌を指して「女性」と呼ぶことは少ない。
一般的に「女性」という語は成人の女を指す。
未成年の女子に対しては「少女」となり、小児の場合は「女の子」や「女児」となる。

## 語源
英語の「woman」の語源は、古英語の「wifman」（「妻」を意味する「wif」と、「男・人」を意味する「man」を組み合わせたもの）に由来する。
英語「woman」の語源が「womb（子宮）＋man」であるという説が出回っていることもあるが、これは誤解である。

## 定義
辞書では「女性」の定義は少しずつ差別を無くし、包括的なものに変化している。
オックスフォード英語辞典では2020年に異性愛規範を前提とした記述を改め、同性愛を含めたものとなった。ケンブリッジ英語辞典では性同一性が女性である人についても記載し、トランス女性を包括するように2022年に改善された。

## 生物学・医学的な説明

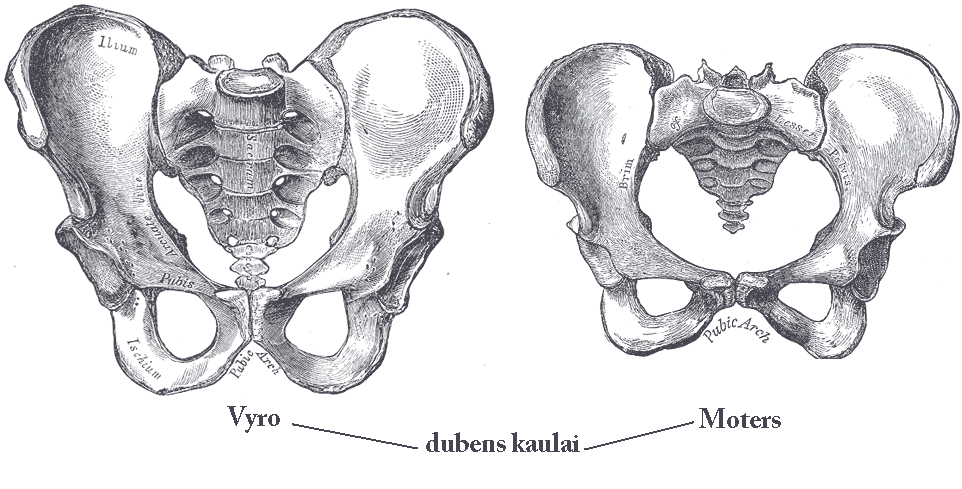
骨盤の形状の比較。右側が女性の骨盤（左側は男性の骨盤）。明らかに形状が異なる。

成人女性は骨盤やバストが発達しているという特徴がある。（パイオニア探査機の金属板の一部に描かれた成人した女性像。）

生物学的な性としての女性は、一般的な動物のメスに相当する。
医学の立場から言えば、女性の性的特徴は主に性染色体としてX性染色体のみをもつ（XX）である。様々な遺伝的または外的要因により、厳密には当てはまらないケースも存在する（インターセックスや性分化疾患を参照のこと）。性染色体がXY型またはXO型で発現が女性である実例はあるが、その多くは本人も周囲も女性として受けとめられている。前者は、例えばY性染色体上の因子によって作られるアンドロゲンの受容体が機能しないアンドロゲン不応症や、男性ホルモンの分泌障害である副腎性器症候群などであり、後者はいわゆるターナー症候群である。
また、女性は、婦人科系が重要であり卵を生産し種々のホルモンを分泌する卵巣、胎児を体内で育てるための子宮、交接器と胎児を母体外へと運ぶ産道を兼ねる膣などといった女性特有の器官を持っている。
女性の場合、思春期に卵巣が発達し、女性ホルモン分泌が増え、第二次性徴が出現する。乳房の発達が始まる（Thelarche・乳房のタナー段階II）ことで思春期に入るため、この時点で思春期に入った事に気づきやすい。次に、女性器が発達し始め、陰毛・腋毛が生え始める。身長の伸びがピークを迎えた後に筋肉に比べて皮下脂肪が急速に増大。これは子供を産むためにそなえているものだが、腰回りがふくよかになる。思春期開始から初経の1年以上前は大人の体型への変化し始めで骨盤がまだ前傾傾向（女児型）のままで子供の体型に近いが、初経を挟む前後1年間に急激に体型が変化し、骨盤が直立傾向（女性成人型）に転換し始め、腹がまっすぐに尻が大きくなり始め、初潮の1年後以降に骨盤が直立傾向（女性成人型）となり、腰がくびれ、大人の体型に近くなる。
このような生物学的性差は根本的には、染色体の型に由来する。上記のような解剖学的な意味での女性は、多くの場合、性染色体としてX性染色体のみをもつ（XX）。発生のない段階では、積極的なミューラー管のアポトーシスを起こす因子が存在せず、ウォルフ管から男性生殖器の一部を誘導するホルモンがないために、自然にウォルフ管のアポトーシスが起こり、ミューラー管が発達する。
先進国・発展途上国を問わず、データの入手できるほとんどの国家において女性は平均寿命が男性に比べ長い。
正常女性の性染色体はXX染色体でありY染色体より優性染色体とされ、正常女性では血友病や色盲にはならないもしくはなりづらい。反面に女性の側湾症の罹患率が男性と比較し高い。

## 日本の法律における女性
出生時に男性として割り当てられ、女性としての永続的な性同一性を持つ人（トランスジェンダー）もいる。日本では性同一性障害（現在は性別不合）の診断書を取得し、女性ホルモン剤の投与と性別適合手術及び、場合によっては美容整形や医療脱毛・声帯手術・喉頭隆起切除術などを施術し、裁判所に書類等を全て揃え申し立てることによって戸籍上の性別を変更することが可能である。
日本では2003年に性同一性障害者の性別の取扱いの特例に関する法律が議員立法により成立し2004年に施行された。2023年10月25日の最高裁判所での違憲判決により、性別変更の要件が再検討されている。

## 文化と社会

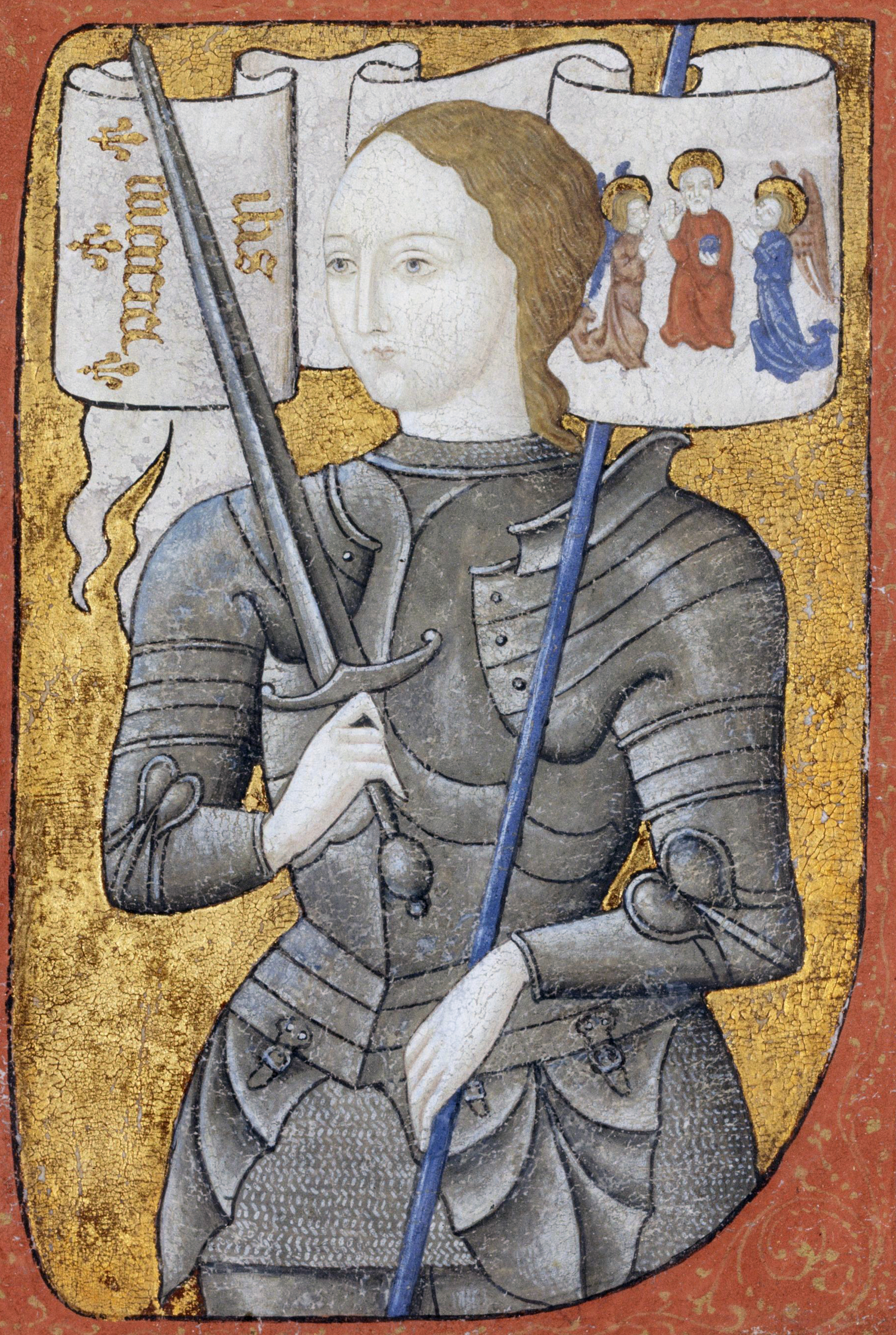
ジャンヌ・ダルク。イギリスとの闘いで劣勢に陥り苦境に陥っていたフランスに登場、兵たちを鼓舞し士気を高めるのに成功、リーダーとしてフランス軍を導き、勝利をもたらしたフランスの女傑。

生物学的な性差のほか、社会的・文化的に作られる性差（ジェンダー）によっても女性と男性は区分される。ジェンダーは社会的に構築されるものであるため各時代や各背景で異なり、また変化しうるものである。
列国議会同盟の調査による各国下院の2019年度男女議員比率において、女性議員の割合は次第に増えてきており、なかでもルワンダ 61.3%、キューバ53.2%、ボリビア 53.1%、と、これらの国では女性議員の割合のほうが50%を越えており男性議員より多い。50%越えまでいかない国々でも、メキシコ 48.2%、スウェーデン 47.3%、グレナダ 46.7%、ナミビア46.2%、コスタリカ 45.6%、ニカラグア 44.6%、南アフリカ 42.7%、セネガル 41.8%、フィンランド 41.5%、スペイン 41.1%、ノルウェー 40.8%、ニュージーランド 40.0%、フランス 39.7%、モザンビーク 39.6%...など、女性議員の割合が30%をはるかに越える割合になっている国は非常に多く、次第に増えてきている。
一国の首相や大統領が女性である国も次第に増えてきている。イギリスでは1979年5月から1990年11月まで首相がマーガレット・サッチャーであり、王も1952年から2022年までエリザベス2世（女王）であった。ドイツでは首相は2005年11月から2021年12月までアンゲラ・メルケルであり、国民からの評価が高くドイツ史に残る長期政権となった。デンマークの首相は2019年6月よりメッテ・フレデリクセン。イタリアの首相も2022年からジョルジャ・メローニである。2024年10月には、メキシコの大統領にクラウディア・シェインバウムが就任した。ハンガリーでも、大統領が2022年3月からノヴァーク・カタリンとなった。
併せて、日本では2023年6月にLGBT理解増進法が施行され、全ての女性に対して社会環境が従前の女らしさを押し付けず、性表現等や性的指向などの多様性ある自分らしく生きれるよう社会的理解を守る法律が成立した。

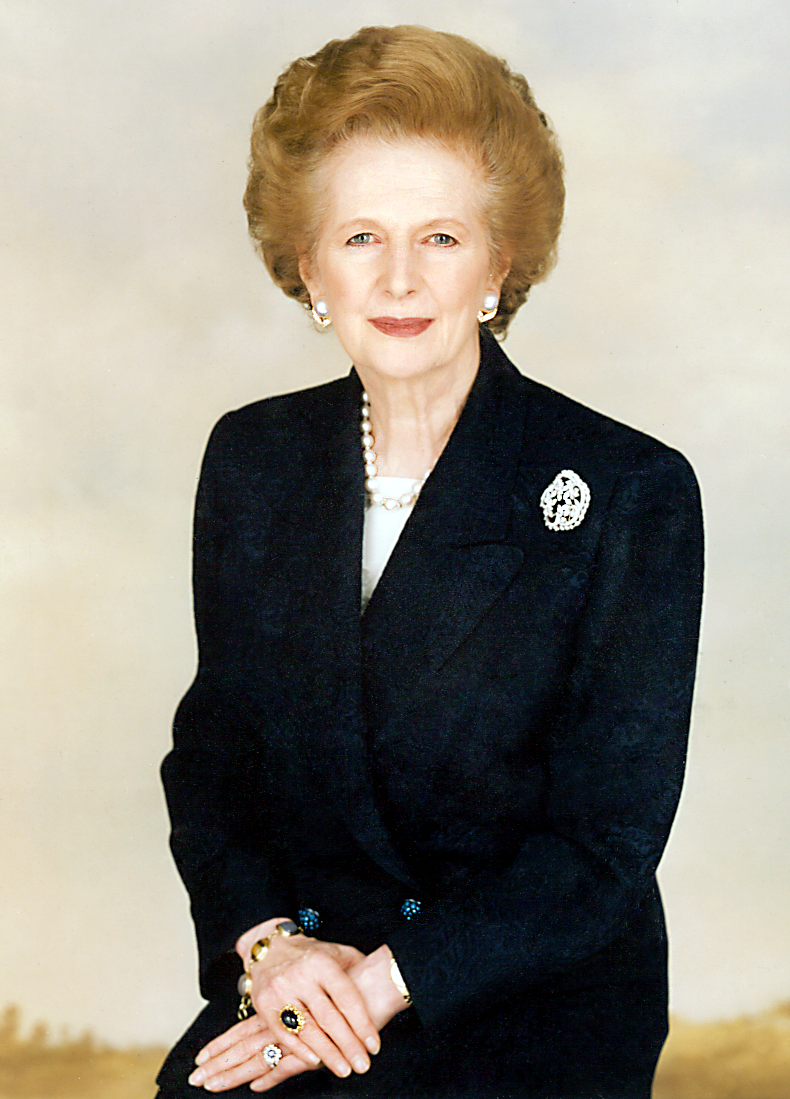
イギリス首相となったマーガレット・サッチャー
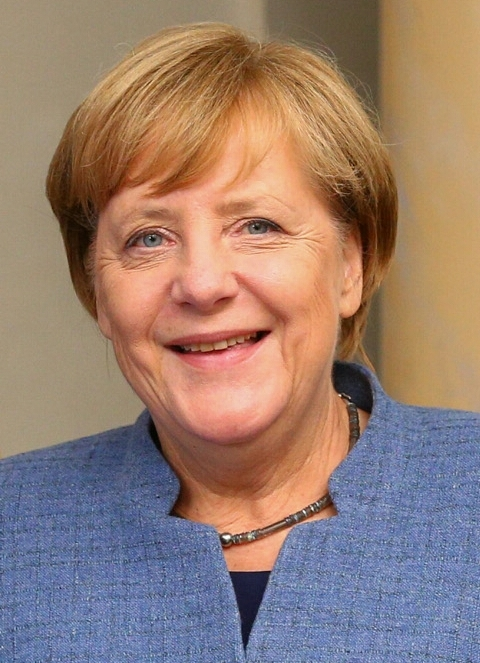
ドイツ首相となったアンゲラ・メルケル（4期目当時の写真）。仕事ぶりが見事で、国民からの信頼・評価が高く、歴史的長期政権となった。
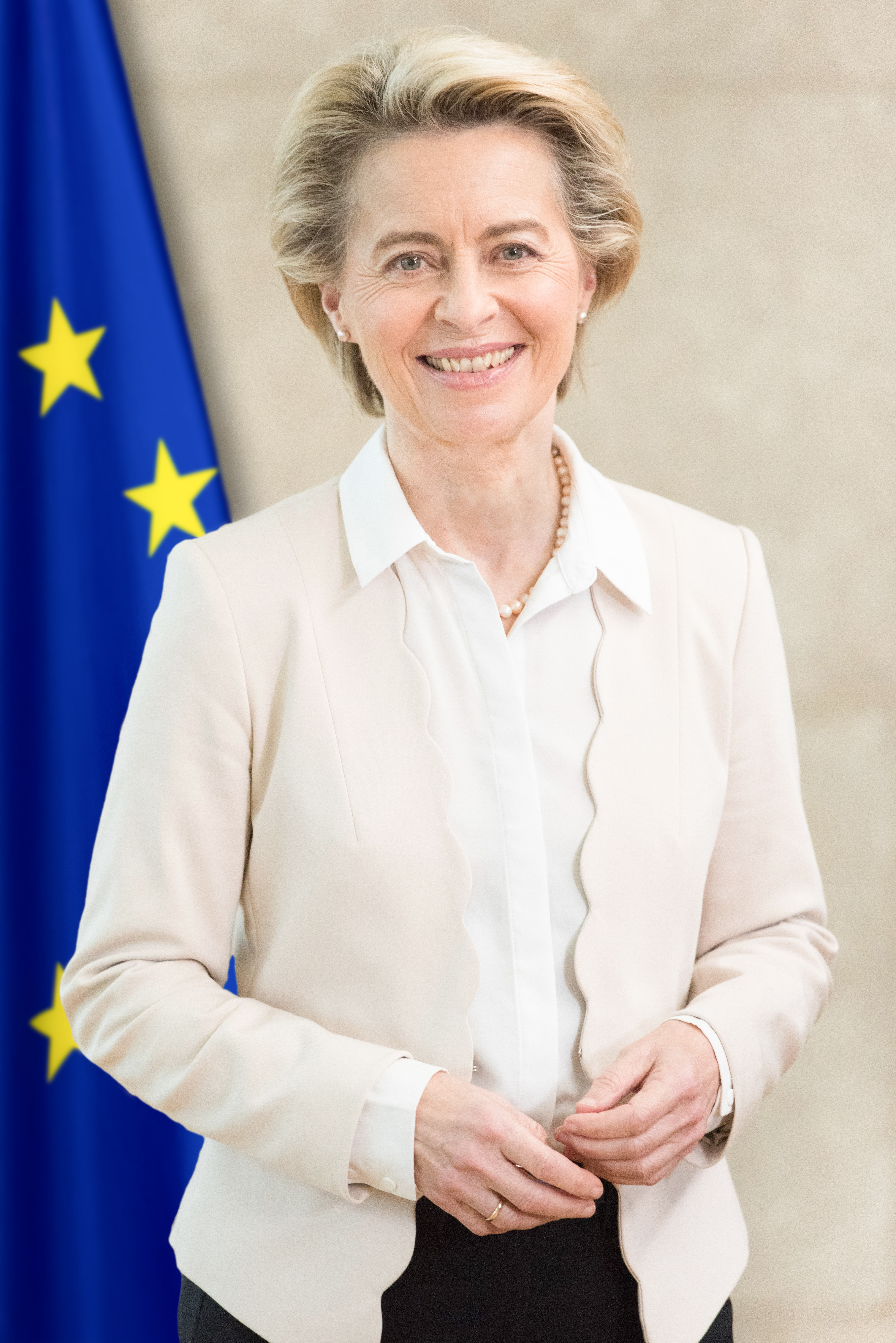
欧州委員会委員長（2019年12月 -）ウルズラ・フォン・デア・ライエン
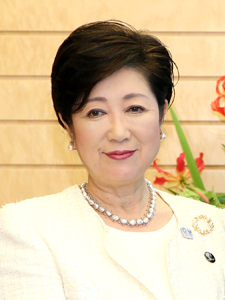
東京都知事[注釈 2]（2016年8月 -) 小池百合子。2022年12月にはフォーブス誌の「世界で最も影響力がある女性100人」に選ばれた[33]。
2017年に国連事務次長となった中満泉。2018年にはフォーチュン誌発表の「世界の最も偉大なリーダー50人」に選ばれた。
デンマーク首相（2019年6月 - ）メッテ・フレデリクセン
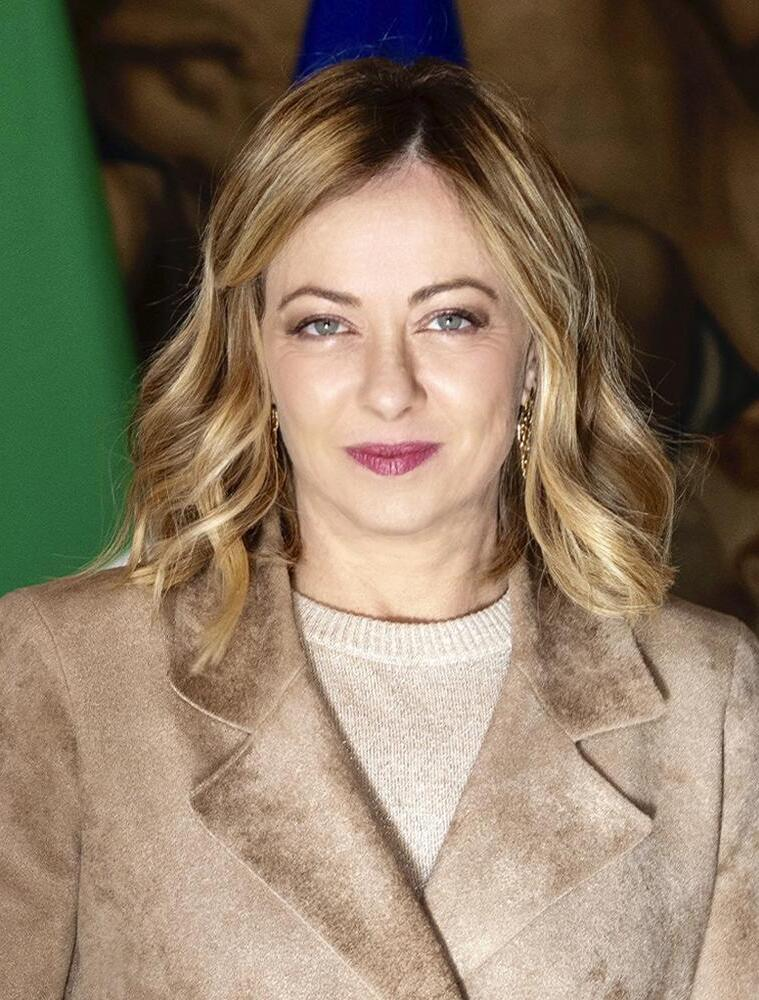
イタリア首相（2022年10月 - ）ジョルジャ・メローニ
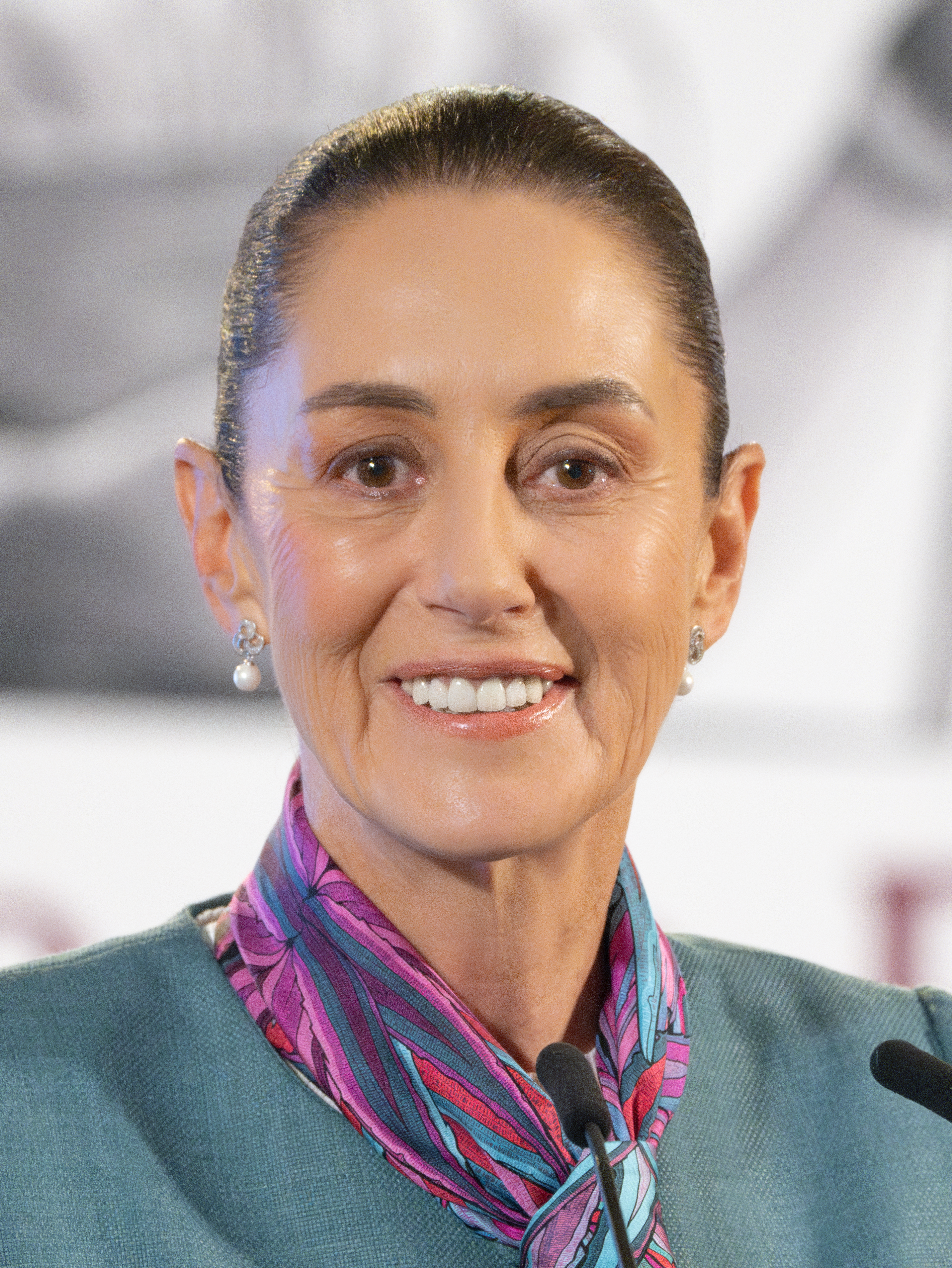
メキシコ大統領（2024年10月 - ）クラウディア・シェインバウム

歴史
男性と女性の果たす役割は、どの文化においても異なるものとされてきたが、その役割の性による差の中身は各文化によって千差万別であり、また必ずしも対極をなすものでもなかった。社会はたいていの場合家族の集合によるが、父母のどちらを重視するかによって、父系制、母系制、そして双系制の3つに分かれていた。父系制の場合父の権力が一般に強いのに対し、母系制社会では一般に家庭内における父の権力は弱く、母が実権を握っていることが多いが、母系制社会においても女性が社会の実権を握っているわけではなく、母方の伯父など母方男性の権力が強かった。「母方女性が社会権力を握る母権制社会」は、かつてそのようなものが存在したと想像されたものの実在が確認されず、歴史的な母権制社会は空想上の概念であると理解されている。
しかし母系制の中でも、ワイアンドット族やイロコイ連邦のようなアメリカ先住民においては、首長の任免権において女性が優越する例もある（首長自体は男性に限られていたが、この地位は平時においても戦時においても他の氏族員に対して権利において優越せず、氏族全体の意思と、罷免権を持つ女性の意思を尊重せねばならなかった）。
さらに中国雲南省のモソ人においては、財産と血統を母系で継承し、女家長が土地・家屋・財産を管理している（母方オジは女家長に次ぐ地位として、対外交渉などを担当する）。モソ人には女児選好があり、また葬儀の準備や屠殺などの不浄な役割は男性が担当する。
インドのメーガーラヤ州に分布するカーシ人（プナール人）は母系制の妻方居住婚であり、女児選好があるうえ、末の娘が最大の財産を相続する。カーシ社会での父親や叔父の地位の低さに不満を持つ男性たちが、家父長制の導入を目指して1990年から「男性解放団体」を組織して活動しているが、その勢力は微弱である。
インドネシアのミナンカバウ人も母系制の妻方居住婚であり、その社会においては女性が財産を相続し、伝統儀式や天然資源・家計の管理において実権を握っている。ギニアビサウのビジャゴ諸島では、女性が社会福祉・経済・司法・宗教・婚姻において優位であり、男性は「義務から解放された年少者」として扱われる。
女性が男性に比して不利な条件下に置かれることは多い。一例として、世界全体での女性の非識字率は男性の非識字率よりもはるかに高く、2000年の統計によると、男性の非識字者が14.8%で、女性の非識字者は25.8%だった。
その一方で、高等教育段階では世界的に見ても、女子学生の進学率・卒業率が男子学生を上回っている。2009年の時点で、ヨーロッパと北米ではスイス1国を除き、すべての国で高等教育機関の女子学生割合が男子学生を上回っている。アメリカでは、1920年代にすべての州で高校の出席率・卒業率において女子が男子を上回った。2021年の時点で大学への入学率と卒業率も男子より高く、2014年の時点で学士号・修士号・博士号のすべての取得者数において、男子を上回っている。2022年のユネスコ報告書においても、高等教育段階への進学者数は世界平均で女子100人に対して男子88人に留まり、この男女格差はサブサハラを除いたすべての地域で共通している。高等教育段階で男子が立ち遅れる理由には、苛酷な規律、体罰など学校における暴力、ジェンダー化された規範と期待、そして貧困と児童労働があると指摘されている。
18世紀末以降、女性の権利拡大や男女同権を求めるフェミニズムが徐々に勢力を拡大した。初期フェミニズムの重要な目標は女性参政権の獲得であり、1893年のニュージーランドにおいて世界初の女性参政権が承認され（ただし、被選挙権は1919年から）、これを皮切りに世界各国で女性参政権が認められるようになった。1979年には国際連合で女子に対するあらゆる形態の差別の撤廃に関する条約が採択された。
日本
日本では1972年に勤労婦人福祉法が成立し、さらに1985年にはこれを改正して「雇用の分野における男女の均等な機会及び待遇の確保等に関する法律」（男女雇用機会均等法）が成立した。1999年には男女共同参画社会基本法が施行された。

## 女性記号
♀の記号は、惑星としては金星を表し、ローマ神話のウェヌス（ヴィーナス）、ギリシア神話ではアプロディーテーを表すが、生物学では女性の性を表すための記号となっている。。錬金術においては、この記号は銅を表わし、女性性と関連していた。

## 敬称
敬称は成人女性全般にご婦人を呼称する。英語の既婚女性への呼びかけであるミセス・ マダムという呼称や、未婚女性なら英語のミス・フランス語のマドモワゼルに値するお嬢さん等の呼称が使われることもある。
人の呼び方、マナー、考え方は時代によって変化しており、近年の北アメリカではジェンダーに対する気遣いから、未婚・既婚が分かる呼びかけは避けられる傾向があり、男性はミスター、女性はミズという敬称が一般的である。

### 女流
落語・講談などの古典芸能、囲碁・将棋・麻雀などの競技、また活動に高い技量を要する分野で活躍する女性について、その職業や分野の名称に「女流」と付して「女流○○」と称する場合がある。職業では女流落語家・女流講談師・女流棋士・女流雀士・女流作家・女流歌人・女流画家など、分野では女流界・女流○○界・女流名人・女流新人・女流文学などのように称する。
- 「女流」で始まるページの一覧
- タイトルに「女流」を含むページの一覧